# Rory Culkin
Rory Hugh Culkin (Nova York, 21 de julho de 1989) é um ator norte-americano. É o irmão mais novo dos também atores Macaulay Culkin e Kieran Culkin. Ao longo de sua carreira, participou de séries como Black Mirror e The Twilight Zone, e de filmes como Riquinho e Pânico 4.

## Biografia
Rory Culkin nasceu em Nova York, filho de Patricia Brentrup e Christopher "Kit" Culkin, ex-ator da Broadway. Rory tem quatro irmãos: Shane Culkin (1976), Macaulay Culkin (1980), Kieran Culkin (1982), Christian Culkin (1987) e duas irmãs: Dakota Culkin (1979 - 2008) e Quinn Culkin (1984). Rory é sobrinho da atriz Bonnie Bedelia. O pai de Rory, Kit Culkin estava vendo nomes irlandeses, e escolheu Rory como primeiro nome, e Hugh em homenagem ao seu avô materno, Hubert. Rory tocava bateria com a banda em Jimmy Kimmel Live! da ABC.
Atualmente ele vive em Nova York.

## Carreira
Rory iniciou sua carreira interpretando versões mais jovens de personagens interpretados por seus irmãos mais velhos. Apareceu numa fotografia como o irmão do personagem de Macaulay em O Anjo Malvado em 1993, interpretou Macaulay mais novo em Riquinho de 1994 e uma versão mais jovem do personagem de Kieran em A Estranha Família de Igby de 2002.
Depois de do filme Riquinho, Rory fez Conte Comigo contracenando com Laura Linney, um papel para o qual ele recebeu muitos elogios e um Young Artist Award. Desde então, Rory tem aparecido em numerosos filmes, sendo Sinais o mais famoso, nesse filme, ele estrelou ao lado de Mel Gibson e Joaquin Phoenix. Na adolescência, Rory atuou mais em filmes independentes, como Más Companhias e Vale Proibido. Ele teve um papel importante em Quase um Segredo, de 2004 um filme independente sobre um grupo de adolescentes que traça um plano para se vingar de um valentão que incomoda o garoto "Sam Merric", personagem de Rory. Todo o elenco jovem ganhou um Independent Spirit Award por este filme. Em 2011, Rory, fez Charlie Walker em Pânico 4, que se passa em Woodsboro, onde ocorre uma série de assassinatos quando a celebridade local, Sidney Prescott (Neve Campbell) volta para sua cidade natal. Além de ter protagonizado o filme de 2018 Lord of the Chaos onde atua junto de atores como Valter Skarsgård, Rory protagoniza o filme como Euronymous, o fundador da banda de black metal norueguês Mayhem.
Desde o prêmio Young Artist Award pelo filme Conte Comigo, Culkin recebeu mais três indicações. Ele também estrelou em um papel na série Law & Order: Special Victims Unit, no episódio "Manic" e em um episódio de Twilight Zone chamado "Azoth the Avenger Is a Friend of Mine", ao lado de  Patrick Warburton.

## Filmografia

### Filme
| Ano  | Titulo                  | Papel            | Notas           |
| ---- | ----------------------- | ---------------- | --------------- |
| 1993 | The Good Son            | Richard Evans    | Cameo           |
| 1994 | Riquinho                | Riquinho (jovem) |                 |
| 2000 | You Can Count on Me     | Rudy Prescott    |                 |
| 2002 | Sinais                  | Morgan Hess      |                 |
| 2002 | Igby Goes Down          | Igby de 10 anos  |                 |
| 2003 | It Runs in the Family   | Eli Gromberg     |                 |
| 2004 | Mean Creek              | Sam Merric       |                 |
| 2005 | The Zodiac              | Johnny Parish    |                 |
| 2005 | The Chumscrubber        | Charlie Stifle   | Edição limitada |
| 2005 | Down in the Valley      | Lonnie           | Edição limitada |
| 2006 | The Night Listener      | Pete D. Logand   |                 |
| 2008 | Chasing 3000            | Roger            |                 |
| 2008 | Lymelife                | Scott            |                 |
| 2010 | Twelve                  | Chris            |                 |
| 2011 | Hick                    | Clement          |                 |
| 2011 | Pânico 4                | Charlie Walker   |                 |
| 2012 | Electrick Children      | Clyde            |                 |
| 2014 | Gabriel                 | Gabriel          |                 |
| 2015 | Intruders               | Dan Cooper       |                 |
| 2016 | Jack Goes Home          | Jack             |                 |
| 2016 | Welcome to Willits      | Possum           |                 |
| 2017 | Columbus                | Gabriel          |                 |
| 2017 | The Song of Sway Lake   | Ollie            |                 |
| 2017 | Bullet Head             | Gage             |                 |
| 2018 | Lords of Chaos          | Euronymous       |                 |
| 2020 | Materna                 | Gabe             |                 |
| 2021 | The Last Thing Mary Saw | O intruso        |                 |

### Televisão
| Ano       | Titulo                            | Papel           | Notas                                             |
| --------- | --------------------------------- | --------------- | ------------------------------------------------- |
| 2001      | Off Season                        | Jackson Mayhew  | Telefilme                                         |
| 2001–2002 | The Job                           | Davey McNeil    | 2 episódios                                       |
| 2002      | The Twilight Zone                 | Craig Hansen    | Episódio: "Azoth the Avenger Is a Friend of Mine" |
| 2003      | Law & Order: Special Victims Unit | Joe Blaine      | Episódio: "Manic"                                 |
| 2017–2018 | Sneaky Pete                       | Gavin           | 2 episódios                                       |
| 2018      | Waco                              | David Thibodeau | Minissérie; 6 episódios                           |
| 2018      | Castle Rock                       | Willie          | 4 episódios                                       |
| 2019      | City on a Hill                    | Clay Roach      | 5 episódios                                       |
| 2020      | The Expecting                     | Tyler           | 9 episódios                                       |
| 2020      | 50 States of Fright               | Older Aiden     | 2 episódios                                       |
| 2021      | Halston                           | Joel Schumacher | Episódio: "Becoming Halston"                      |
| 2022      | Em Nome do Céu                    | Samuel Lafferty | Minissérie                                        |
| 2023      | Swarm                             | Marcus          | Episódio: "Stung"                                 |
| 2023      | Black Mirror                      | Kappa           | Episódio: "Beyond the Sea"                        |